# Julien-Honoré-Germain d'Aubuisson
Julien-Honoré-Germain d'Aubuisson (marquis) est un peintre français né à Ramonville-Saint-Agne le 17 novembre 1786 et mort à Toulouse le 2 février 1829. 
Fils du marquis Jean-Germain-Marie d’Aubuisson et de Marie-Thérèse de Rigaud. Présenté de minorité dans l'ordre de Saint-Jean de Jérusalem en 1787, il n'y fera pas ses caravanes et il épouse, en 1805, mademoiselle de Besaucelle.
Élève de Jacques-Louis David, il a exposé, en 1812, les Derniers Adieux de Paris à Hélène ; en 1814, Hector forçant Paris à quitter Hélène pour marcher au combat ; et, en 1822, Bucéphale dompté par Alexandre et la Punition d'Hébé.

## Œuvres
- Musée national de Malmaison : une miniature représentant probablement Stéphanie de Beauharnais, Grande-duchesse de Bade (1789-1860).
- Musée des Augustins, Toulouse : Alexandre domptant Bucéphale, huile sur toile, 4 × 6 m, signé et daté 1822, salon de 1822, acheté à la vente Laurencin-Beaufort en 1977.
- Musée Bernard-d'Agesci, Niort : La punition d'Hébé, huile sur toile, 195 × 131 cm, signé et daté 1822.